# Bisnal, Sindgi
Bisnal là một làng thuộc tehsil Sindgi, huyện Bijapur, bang Karnataka, Ấn Độ.